# Copadichromis verduyni
Copadichromis verduyni è una specie di pesci della famiglia dei Ciclidi. La si può trovare in Malawi e Mozambique. È endemica del Lago Malawi.